# Хилл, Присцилла
Присцилла Хилл (англ. Priscilla Hill; р. 4 октября 1960 г.) — американская фигуристка, выступавшая в одиночном катании, двукратный призёр чемпионатов США по фигурному катанию и первая американка, исполнившая на международных соревнованиях тройной риттбергер.

## Карьера
В 1972 году, в возрасте 11-ти лет, Присцилла участвовала во «взрослом» чемпионате США по фигурному катанию, став самой молодой его участницей в истории. В 1978 году она завоевала на национальном чемпионате бронзовую медаль, а в 1981 — серебряную. В 1975 году на турните «Prague Skate» она стала первой американской фигуристкой, исполнившей на международных соревнованиях тройной риттбергер. Однако на чемпионатах мира Хилл занимала невысокие места — её лучшими результатами стали 9-е место в 1978 году и 7-е в 1981. Олимпийский сезон 1980 года она пропустила из-за травмы.
В настоящее время Присцилла Хилл занимается тренерской карьерой. Её самым известным учеником стал Джонни Вейр. За работу с ним Хилл в 2004 году получила награду национальной ассоциации фигурного катания. Кроме того, среди её студентов фигуристка Эшли Вагнер, танцоры Мелисса Грегори и Денис Петухов, Кэтрин Хадфорд, Ванесса Джеймс и другие.

## Достижения
| Соревнование     | 1973-1974 | 1974-1975 | 1975-1976 | 1976-1977 | 1977-1978 | 1978-1989 | 1980-1981 |
| ---------------- | --------- | --------- | --------- | --------- | --------- | --------- | --------- |
| Чемпионаты мира  |           |           |           |           | 9         |           | 7         |
| Чемпионаты США   |           |           |           |           | 3         |           | 2         |
| Nebelhorn Trophy |           | 1         |           |           |           |           |           |